# 王審知
閩太祖王審知（862年10月5日—925年12月30日），字信通，一字详卿，是五代十國時期閩國開國君主，909年至925年在位。
咸通三年九月八日（862年10月5日），王審知诞辰于淮南道光州固始县（今河南省信阳市固始縣），為王恁第三子，也是王潮和王審邽之弟。出身貧苦，後在唐末民變期間，與兩位兄長一起加入王緒的軍隊，隨之轉戰福建。其兄王潮被唐昭宗任命為福建觀察使後，他也獲封觀察副使，後福建觀察使升格為威武軍節度使，898年，繼承兄位。後梁篡唐後，後梁太祖於909年冊封王審知為閩王，正式建立閩國。
王審知出身貧苦，故能節儉自處，統治福建期間省刑惜費，輕徭薄賦，與民休息，儘量避免戰爭，並與中原王朝保持朝貢關係。另一方面，他注重教育，吸納中原逃離戰亂的人才，又積極發展海外貿易，使福建的經濟和文化得到很大發展。
同光三年十二月十二日（925年12月30日），王審知在福州逝世，其長子王延翰繼位。後唐得知後賜諡忠懿。王延翰稱大閩國王之後，諡他為昭武王。王延鈞稱大閩皇帝後，再改諡號昭武孝皇帝，廟號太祖，陵號為宣陵。
因王審知三兄弟對福建發展貢獻很大，福建人尊稱、合稱開閩三王。946年（開運三年），南唐佔領福州之後，為紀念王審知的德政，將其府邸改建為閩王祠，對他進行祭祀，即今日福州市鼓樓區的忠懿閩王祠。

## 生平

### 家庭背景

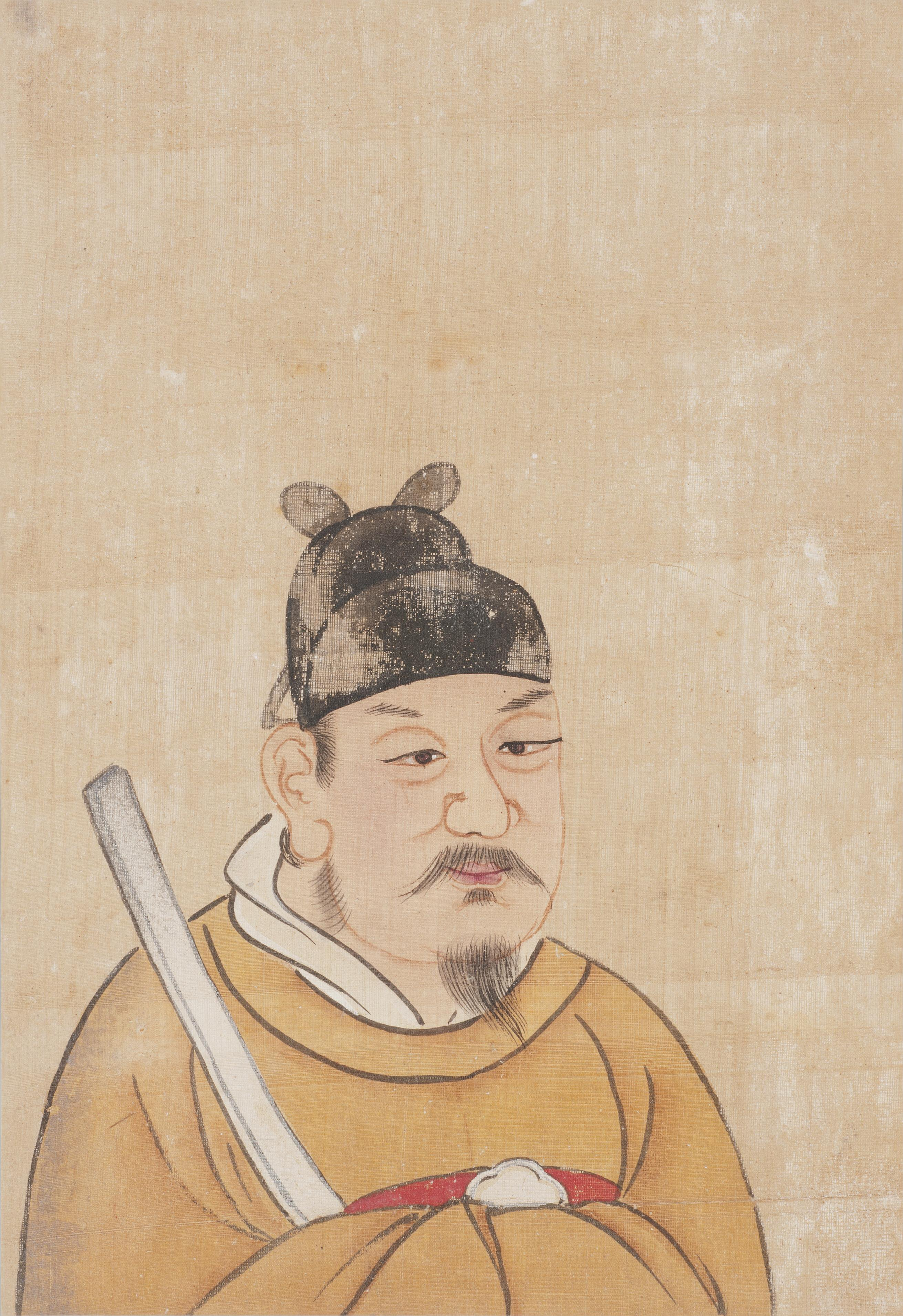
王審知像

據《忠懿王庙碑文》記載：王審知是秦朝名将王翦的后代，為瑯琊王氏士族。其五代祖名王曄，為固始令。因「民愛其仁」，被當地百姓挽留，最終定居於固始。父親王恁，為當地一個富有的農民。王恁生王潮、王審邽、王審知三個兄弟。

### 转战各地
唐僖宗在位期間，盜賊起兵叛亂。壽州（今安徽壽縣）的屠夫王緒與妹夫劉行全也起兵響應，佔據江淮一帶，自稱將軍，不久攻取光州。當時王審知的長兄王潮是固始縣長史，王潮、王審邽和王審知三兄弟以才氣知名，邑人號曰「三龍」。王緒將他們擄走後，委任王潮為軍正，主管糧草之事，得到部下的擁護。三兄弟皆受重用。根據《十國春秋》的說法，王審知「身長七尺六寸，紫色方口隆準，常乘白馬，軍中號白馬三郎，所居處恒有紫氣幕其上」，時人認為這是大貴之相。
汝南節度使秦宗權封王緒為光州刺史，要求王緒率兵一起討伐黃巢，王緒按兵不動。於是在中和五年（885年），秦宗權率兵攻打王緒，王緒率光寿军逃往福建，攻汀州、漳州。
王緒軍中缺糧，下令不准部將攜帶老人孺子，違者斬首。當時王審知三兄弟奉母親董氏一起行軍，王緒命其棄母，三兄弟請求與母同死，王緒只能赦免。當時有方士對王緒預言，軍中會出現推翻他的人，因此王緒對諸將多疑猜忌，身材魁梧、才能雄傑者多被他找藉口斬殺。王潮日夜憂患，遂說服前鋒將軍劉行全發動兵變，將王緒擒獲捆綁之，王緒不堪其辱，自殺身亡。據《新唐書》的說法，王潮拔出佩劍插在地上，權作神位，讓諸將輪流跪拜，向上天祈禱，希望神明能夠指點迷津，相傳當輪到王審知跪拜的時候，寶劍從地上躍起。眾人便認為是神諭，推戴王審知為主帥。但王審知不願任主帥，將主帥之位讓給了兄長王潮，自己擔任副帥。
光啓元年（885年）八月，泉州的張延魯等人聲稱泉州刺史廖彥若貪婪殘暴，聽說王潮治軍有法，要求王潮討伐廖彥若。王潮便率軍圍攻泉州城。次年八月，攻陷泉州城，殺廖彥若，據有其地。王潮歸附新上任的福建觀察使陳巖，陳巖表奏王潮為泉州刺史。王潮治理泉州期間，「招懷離散，均賦繕兵，吏民悅之」。
大順二年（891年），陳巖病危，作書予王潮，希望他來福州授以軍政。王潮未至，陳巖即病逝。陳巖的妻弟、護軍都将范暉，自稱留後。范暉「驕侈失眾心」，陳巖的舊將大多归附王潮，聲稱范暉可取。王潮便派堂弟王彥復為都統、三弟王審知為都監，攻打福州，「彌年不下」。范暉向威勝军節度使董昌求援。董昌派溫、台、婺州之兵五千人救援。王審知等人要求班師，被王潮拒絕；又請求王潮親自前來督戰，王潮回覆稱：「兵盡，益兵；將盡，益將；將盡，則吾至矣。」於是王審知等人並立攻城，最終在景福二年（893年）攻克福州。范暉棄城逃跑，被部將殺死。汀州刺史鐘全慕舉州來降，福建各地勢力紛紛歸附。該年（893年）十月，唐昭宗任命王潮為福建觀察使，王審知為觀察副使。乾寧三年（896年），授王潮威武軍節度使，王審知為副使。

### 主政福建

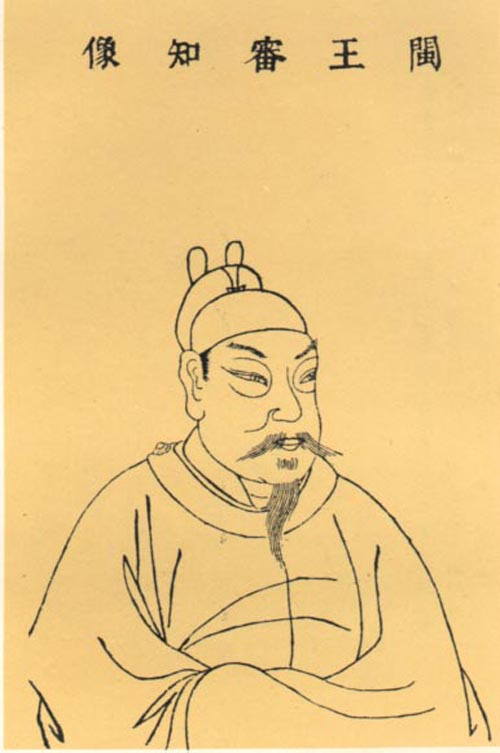
明朝出版的《三才圖會》中的王审知像

根據《十國春秋》的記載，王潮自称元帥的時候，曾請占卜師給自己的兩個弟弟算命，得到的結論是「一人勝一人」。當時王審知就在王潮身邊，渾身大汗而退。王潮在任期間執法嚴明，即便是王審知「有過」，王潮也「輙加捶楚，不以為嫌」。王審知也毫無怨色。王潮臨終之前，認為自己的兒子都沒有王審知有才能，便捨弃自己的兒子，命王審知「权知軍府事」。王潮病逝後，王審知推戴次兄、泉州刺史王審邽继位，但王審邽認為王審知有功，於是推辭不受。王審知便自稱福建留後，上表於唐朝朝廷。光化元年（898年）春三月，被唐朝冊封為威武軍節度留後、檢校太保、刑部尚書。冬十月，又授金紫光祿大夫、尚書省右僕射、威武軍節度使。三年春二月，加同中書門下平章事；不久又改授光祿大夫、檢校司空、特進、檢校司徒。天復二年（902年），授賜武庫戟十二枝，立於私邸大門之前。天祐元年（904年）夏四月，唐朝派遣右拾遺翁承贊前往福州，加王審知為檢校太保，封琅琊郡王，食邑四千戶，實封一百戶。朱晃建立後梁以後，於開平三年四月初五·庚子（909年4月27日）封王审知為閩王，加中書令，升福州為大都督府，以王审知为福州大都督府长史，史家以此为閩國之始。後唐建立後，後唐莊宗加王審知為檢校太師守中書令。
王審知在位期間謹事四鄰，儘量地避免戰爭。開平三年（909年）時，楊吳遣使張知遠來聘，因其舉止倨慢而被王審知斬首。因此閩國與楊吳關係不佳，但在位期間兩國並未發生軍事衝突。王審知於貞明二年（916年）將女兒嫁給吳越國國王錢鏐之子錢傳珦（錢元珦）。翌年，王審知命次子王延鈞娶南漢君主劉龑（劉巖）之女。貞明四年（918年）夏六月，吳鎮南軍節度使、虔州行營招討使劉信率兵攻打虔州，百勝軍防禦使譚全播向王審知與楚王馬殷求救。王審知出兵鄠都救援，但在秋八月得知南楚戰敗後，便率軍班師。同光二年（924年）夏四月，劉巖領兵犯境，屯兵於汀、漳之境。王審知前去攻打，敗績。
經過王審知的努力，在戰亂的五代十國時期，福建相對來說比較安定，逃難的中原人相繼遷入福建。史載王審知「為人儉約，好禮下士」，「王雖據有一方，府舍卑陋，未常葺；居，恒常躡麻屢；寬刑薄賦，公私富實，境內以安」。正因為如此，招攬了不少中原名士前來投奔，其中包括唐朝學士韓偓、王淡（王溥之子）、楊沂（楊涉從弟）、徐寅（進士）等人。他也注重教育，「建學四門，以教閩士之秀者」。王審知積極發展海外貿易，招攬海外商賈，三佛齊等國相繼前來朝貢。另一方面，他奉中原王朝後梁的正朔，並向後梁朝貢。當時楊吳的楊行密控制了江淮一帶，陸路朝貢路線被阻斷，王審知每年都遣使自登、萊入貢於後梁。後唐攻滅後梁後，王審知又繼續向後唐朝貢。
此外，王審知也著手擴建福州城。902年，王審知築福州外羅城四十里。905年，又築南北夾城，稱為「南北月城」，與大城合起來共計方圓二十六里四千八百丈。他也是一位佛教的虔誠供養者，在位期間曾向開元寺進獻菩薩之像，並舉行道場。

### 去世

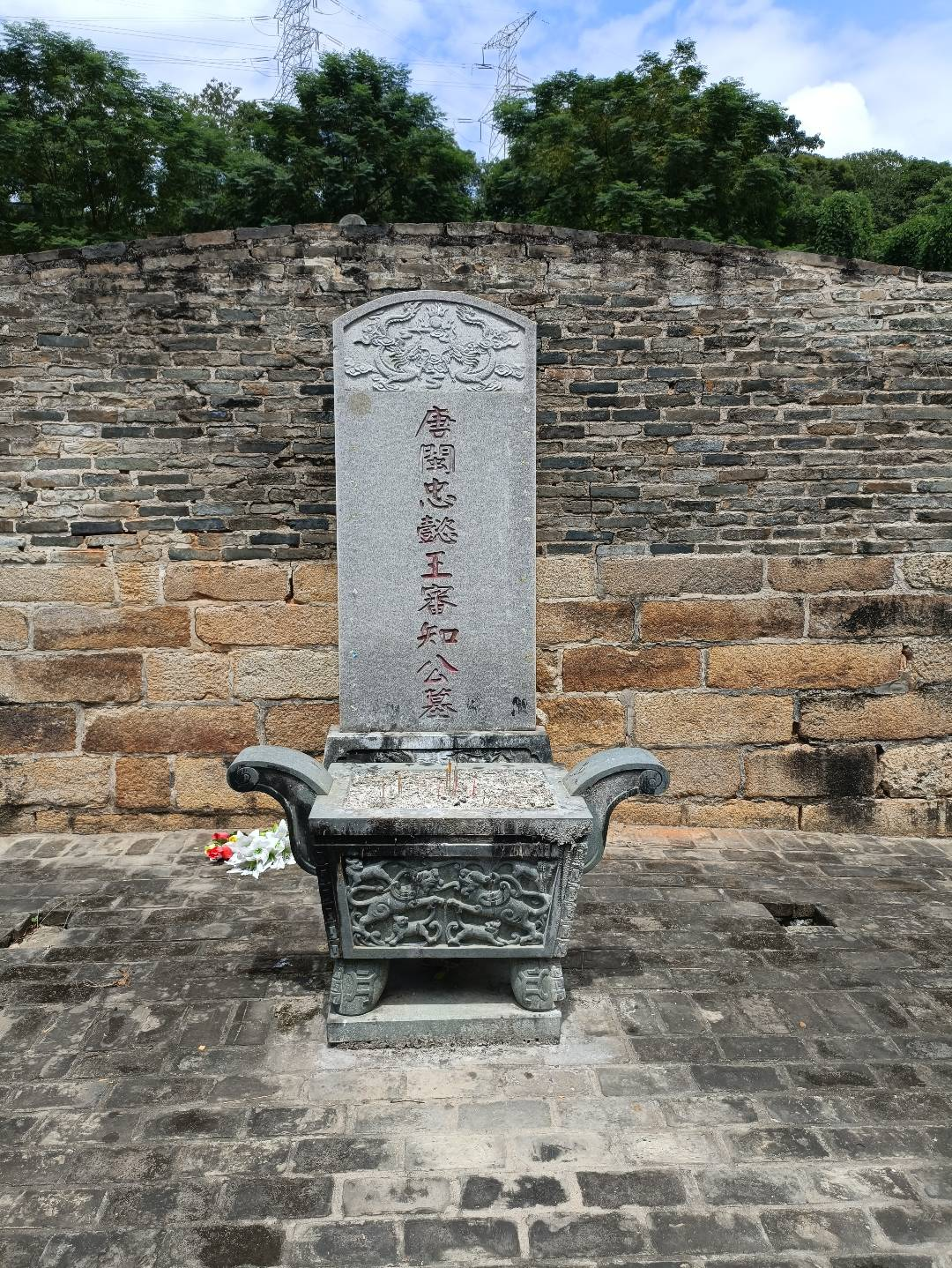
閩宣陵

同光三年（925年）夏五月，王審知病危，命長子威武節度副使王延翰「權知軍府」；十二月十二·辛未（12月30日），去世，得年64虚岁。葬于福州城北凤池山。長興三年，改葬莲花山，即今日晋安区新店镇斗顶村斗顶山。後唐朝廷賜諡忠懿，又賜神道碑，命張文蔚撰文。翌年，王延翰諡王審知为昭武王。王延钧即位后，追尊廟號太祖，谥号昭武孝皇帝，陵号宣陵。
王審知有八子，可是諸子积相猜忌，治兵相取。在诸多内乱纠纷中，许多王審知后人都被杀害。朱文进篡夺王氏政权时，王審知后人50余人尽被杀戮，僅存王延政一脈。

## 後世評價
- 《舊五代史》：「審知起自隴畝，以至富貴。每以節儉自處，選任良吏，省刑惜費，輕徭薄斂，與民休息。三十年間，一境晏然。」
- 《十國春秋》：「太祖昆弟英姿傑出，號稱三龍。據有閩疆，賓賢禮士，衣冠懷之。抑亦可謂開國之雄歟？廼卒之，臣服中原，息兵養民，大指與吳越畧同，豈非度量有過人者遠哉！」

## 纪念

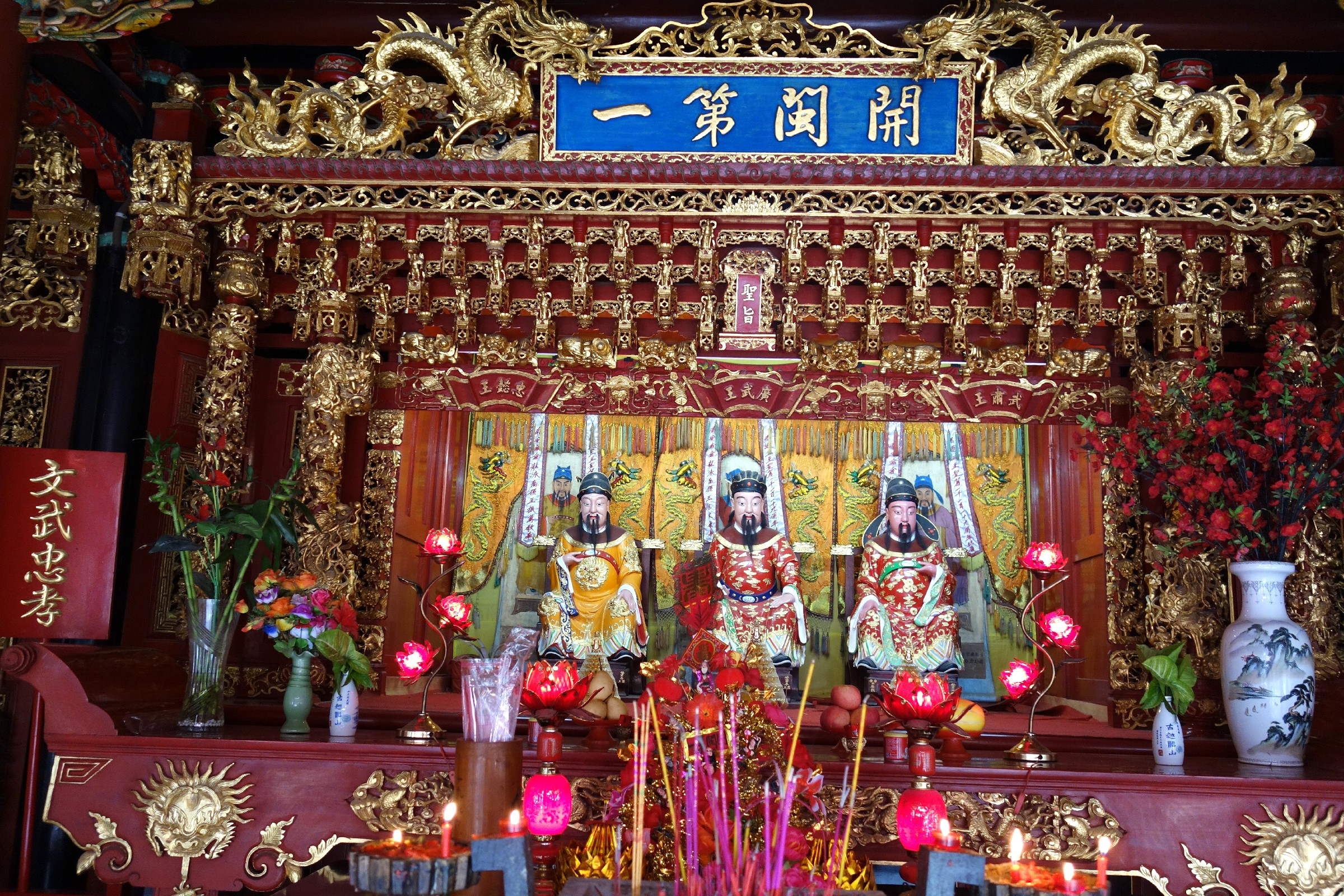
泉州开闽三王祠供奉的王氏三兄弟神像，最左为王审知。

王審知有功於福建，故受福建人民崇敬。福州建有閩王祠，於市區立有閩王塑像。再如馬祖北竿鄉坂里村王家大宅內即有供奉閩王王審知，是凝聚坂里王家的宗族中心。
除以宗祠形式紀念外，更有列為神明以神廟作為信仰供奉。由於王審知喜乘白馬，並排行第三，故稱「白馬三郎」，死後被立廟奉祀，號「白馬尊王」。不過另有閩越王郢的第三子，也被福州人尊為「白馬三郎」。馬祖地區有數座白馬尊王廟，為當地民間信仰神祇之一，但其中目前僅莒光鄉東莒島福正村白馬尊王廟證實供奉為閩王王審知，為唯一供奉閩王王審知的白馬尊王廟，源自長樂沙洋鐃鈸境白馬忠懿王宮。
王审知墓附近的一条道路于2012年被福州市政府命名为“审知路”。

## 家庭
- 父：王恁，追贈太尉、光州刺史
- 母：秦國太夫人董氏
- 嫡母：徐氏

- 兄：
  - 長兄：威武軍節度使王潮（又稱王審潮）
  - 次兄：泉州刺史王審邽

- 妻妾
  - 妻：任内明，追封皇后
  - 妾：
    - 黄厥，鲁国夫人，王延钧母，933年尊为皇太后，936年尊为太皇太后
    - 陈金凤，后为王延钧皇后
- 子女
  - 子
    - 嗣王 王延翰（长子，被王延稟殺死）
    - 惠宗 王延鈞（墓志排第三，被兒子王繼鵬所殺）
    - 景宗 王延羲（墓志排第九，被朱文進、連重遇所殺）
    - 天德帝王延政（墓志排第十一，被南唐所俘）
    - 戶部尚書 王延望（墓志排第八，939年被侄王繼鵬所殺）
    - 汀州刺史 王延喜（墓志排第十，944年被朱文进所杀）
    - 驃騎大將軍 王延宗
    - 養子 王延稟，墓志排第二，討伐王延鈞失敗被殺
    - 养子 王延丰，长兄王潮子，墓志排第四
    - 养子 王延美，次兄王审邽子，墓志排第五
    - 养子 王延保，墓志排第六，官至右散骑常侍、洪州长史
    - 养子、建州刺史 王延武，次兄王审邽子，墓志排第七，939年被侄王繼鵬所殺
    - 养子 王延资，墓志排第十二，官至右散骑常侍、虔州司马
    - 养子 王延儀

- - 女
    - 琅琊郡君，李敏妻
    - 水部员外郎張思齊妻
    - 琅琊郡君，吴越王钱鏐子錢元珦妻
    - 余廷隱妻，余廷隱官至观察判官、尚书工部员外郎、封州刺史、赐绯鱼袋
    - 尤诚妻
    - 另有二女

## 影視形象

### 電視劇
| 年份   | 地區         | 作品         | 演員   |
| 2011年 | 中國湖南衛視 | 《倾世皇妃》 | 张晓晨 |